# Stade Henri-Lux
 (avril 2025).
Le stade Henri-Lux, localisé à Saint-Étienne, est un complexe sportif exclusivement destiné à la pratique de l'athlétisme. Il est baptisé du nom d'Henri Lux, une figure notable locale ayant joué un rôle significatif dans le développement du sport dans la région.

## Piste et gradins
L'installation phare du stade est sa piste à huit couloirs, reconnue pour sa rapidité, offrant ainsi des conditions optimales pour la réalisation de performances athlétiques de haut niveau. Cette caractéristique en fait un lieu prisé pour l'organisation de compétitions tant nationales qu'internationales.
Les gradins du stade peuvent accueillir jusqu'à 2 700 spectateurs.

## Evenements sportifs nationaux et internationaux
Le stade Henri-Lux a accueilli divers événements sportifs d'importance, tant au niveau national qu'international. Parmi ces compétitions figurent les Jeux Mondiaux Handisports, un événement majeur mettant en avant les réalisations sportives des athlètes en situation de handicap. Le stade a également été le site des Jeux UNSS 2000.
De plus, le stade Henri-Lux a été choisi pour accueillir à plusieurs reprises les Championnats de France d'athlétisme, notamment en 2001, 2002 et 2019.